# Thelypodium brachycarpum
Thelypodium brachycarpum är en korsblommig växtart som först beskrevs av John Torrey, och fick sitt nu gällande namn av John Torrey. Thelypodium brachycarpum ingår i släktet Thelypodium och familjen korsblommiga växter. Inga underarter finns listade i Catalogue of Life.